# Niels Otto Møller (sejlsportsmand)
Niels Otto Møller (født 7. november 1897 på Frederiksberg, død 14. april 1966 i Lille Heddinge) var en dansk sejlsportsmand, der sejlede for KDY.
Ved OL 1928 i Amsterdam deltog han i 6 meter-klassen sammen med Vilhelm Vett, Aage Høy-Petersen og Peter Schlütter i båden "Hi-Hi", som vandt sølv. Danskerne blev besejret af Norge, der blandt andet havde kronprins Olav i besætningen. Nordmændene vandt tre af de fire første sejladser, mens danskerne vandt de to sidste af de i alt syv sejladser. Skønt danskerne ikke havde klaret sig specielt godt i de fem første sejladser, var sejrene i de to sidste tilstrækkeligt til at holde båden fra Estland på tredjepladsen bag sig.